# Myrmecophilus surcoufi
Myrmecophilus surcoufi is een rechtvleugelig insect uit de familie mierenkrekels (Myrmecophilidae). De wetenschappelijke naam van deze soort is voor het eerst geldig gepubliceerd in 1919 door Chopard.